# Megachile marshalli
Megachile marshalli är en biart som beskrevs av Heinrich Friese 1904. Megachile marshalli ingår i släktet tapetserarbin, och familjen buksamlarbin. Inga underarter finns listade i Catalogue of Life.